# Васильківський ґебіт
Василькі́вський ґебі́т, окру́га Василькі́в (нім. Kreisgebiet Wassilkow) — адміністративно-територіальна одиниця Генеральної округи Київ Райхскомісаріату Україна протягом німецької окупації Української РСР під час Німецько-радянської війни. Адміністративним центром ґебіту було місто Васильків.
Ґебіт утворено 20 жовтня 1941 року на території нинішньої Київської області. Поділявся на 6 районів (нім. Rayons). Фактично існував до взяття Василькова радянськими військами 6 листопада 1943 року, формально – до 1944 року. Охоплював територію шістьох районів тодішньої Київської області: Васильківського, Гребінківського, Кагарлицького, Обухівського, Ржищівського і Фастівського та, відповідно, поділявся на шість районів: Васильків (Rayon Wassilkow),  Гребінки (Rayon Grebenki), Кагарлик (Rayon Kagarlyk), Обухів (Rayon Obuchow), Ржищів (Rayon Rshischtschew) і Фастів (Rayon Fastow). межі яких збігалися з тогочасним радянським адміністративним поділом. При цьому зберігалася структура адміністративних і господарських органів УРСР. Всі керівні посади в ґебіті обіймали німці, головним чином з числа тих, що не підлягали мобілізації до вермахту. Лише старостами районів і сіл призначалися лояльні до окупантів місцеві жителі або фольксдойчі.